# Hesse-Wanfried
El landgraviato de Hesse-Wanfried existió sobre 1700 hasta 1731. Fue un principado (Landgraviato) del Sacro Imperio Romano Germánico en la región del actual estado federado de Hesse, Alemania. Fue gobernado por una línea cadete de la Casa de Hesse bajo la soberanía del territorio de Hesse-Kassel.

## Historia
Mauricio el Iluminado (1572-1632) fue Landgrave de Hesse-Kassel desde 1592 hasta 1627 cuando abdicó en favor de su hijo Guillermo V (1602-1637); sus hijos menores recibieron dependencias en herencia que crearon varias casas cadetes de la casa (Hesse-Rotenburg, Hesse-Eschwege y Hesse-Rheinfels); de estos, tras posteriores reunificaciones, Hesse-Rheinfels-Rotenburg sobreviviría hasta 1834.
En 1627 Ernesto (1623-1693), un hijo menor de Mauricio, Landgrave de Hesse-Kassel (o Hesse-Cassel), recibió Rheinfels y el bajo Katzenelnbogen como su herencia, y algunos años más tarde, a la muerte de sus dos hermanos, Federico I de Hesse-Eschwege (1617-1655) y Herman IV de Hesse-Rotenburg (1607-1658), añadió Eschwege, Rotenburg, Wanfried y otros distritos a sus posesiones. Ernesto, que era un converso al catolicismo, fue un gran viajante y un voluminoso escritor. Sobre 1700 sus dos hijos, Guillermo (m. 1725) y Carlos (o Karl) (m. 1711), dividieron sus territorios, fundaron las familias de Hesse-Rotenburg y Hesse-Wanfried. La última de las familias quedó extinta en 1755, cuando el nieto de Guillermo, Constantino (m. 1778), reunificó las tierras a excepción de Rheinfels, que había sido adquirido por Hesse-Kassel en 1735, y las gobernó como Landgrave de Hesse-Rotenburg.

## Landgraves gobernantes de Hesse-Wanfried
- Landgrave Carlos de Hesse-Wanfried-(Rheinfels) (1649-1711); soberano ~1700-1711
- Landgrave Guillermo II de Hesse-Wanfried-Rheinfels (1671-1731); soberano 1711-1731.[4]

## Otras lecturas
- Kessler, P L. «European Kingdoms: Central Europe: Landgraves of Hessen-Rheinfels (-Rotenburg) AD 1567 - 1869». The history files (Kessler Associates Printhouse). Consultado el enero de 2011.
- Marek, Miroslav (17 de marzo de 2008). «Landgraves of Hesse family». http://genealogy.euweb.cz/. Consultado el 28 de enero de 2011.

- Datos: Q471823